# Уэбер, Чак
Чак Уэбер (англ. Chuck Weber, 18 мая 1973, Локпорт, США) — американский хоккейный тренер.

## Биография
Карьеру наставника начал в 1999 году в команде «Орландо Солар Бэрс». В качестве главного тренера дебютировал ECHL. Вместе с Цинциннати Сайклонс он побеждал в лиге. Затем специалист возглавлял коллективы из АХЛ. Летом 2014 года Уэбер возглавил клуб КХЛ «Медвешчак» (Загреб). Однако после неудачного старта в сезоне в октябре американский специалист был отправлен в отставку. После ухода из «Медвешчака» работал в Британской элитной хоккейной лиге с «Ковентри Блэйз», а затем он вернулся в США, где он продолжал карьеру в качестве ассистента тренера. Входит в штаб Питера Расселла сборной Великобритании.

## Достижения
- Обладатель Кубка Келли ECHL (2): 2008, 2010.
- Победитель конференции ECHL (3): 2008, 2010.
- Победитель регулярного сезона ECHL (1): 2007–08.